# Марк Аврелий Скавр
Марк Аврелий Скавр (лат. Marcus Aurelius Scaurus; 151/150 — 105 годы до н. э.) — римский военачальник и политический деятель из плебейского рода Аврелиев, консул-суффект 108 года до н. э. Погиб в германском плену накануне битвы при Араузионе.

## Происхождение
Марк Аврелий принадлежал к влиятельному плебейскому роду. В Капитолийских фастах не сохранилась информация о том, какие преномены носили его отец и дед.

## Биография
Рождение Марка Аврелия относят приблизительно к 151 или 150 году до н. э. В начале своей карьеры Скавр предположительно был монетарием (в 118 году до н. э.), а позже квестором при преторе Луции Валерии Флакке, управлявшем одной из римских провинций. Известно, что Скавр хотел привлечь Флакка к суду из-за его злоупотреблений, но ему не позволили это сделать, поскольку это противоречило бы римским представлениям о субординации. Источники не сообщают о том, когда это происходило и какой именно провинцией управлял Флакк, но Роберт Броутон предположительно датирует эти события 117 годом до н. э., а Грегори Самнер — 120 годом до н. э. Не позже 111 года до н. э., учитывая требования закона Виллия, Марк Аврелий должен был занимать должность претора.
Один из консулов, избранных на 108 год до н. э., Гортензий, ещё до вступления в должность был привлечён к суду, так что были назначены выборы консула-суффекта. Победил на них Марк Аврелий; исследователи предполагают, что ему помог второй консул, Сервий Сульпиций Гальба, чьи отец и прадед делили эту должность с другими Аврелиями.
В 105 году до н. э. Скавр в качестве легата возглавлял отряд в армии консула Гнея Маллия Максима, двинувшейся на защиту Нарбонской Галлии от кимвров. Этот отряд, стоявший у Араузиона в отдалении от остального войска, первым подвергся атаке врага и был полностью уничтожен. Марк Аврелий попал в плен. Его привели на совет германских вождей, и там он, по словам Грания Лициниана, «не сделал и не сказал ничего, что не подобало бы римлянину, занимавшему столь почётные должности». Эпитоматор Ливия сообщает, что Скавр пытался убедить германцев в непобедимости Рима, чтобы они не пошли войной на Италию. Поэтому «пылкий юноша по имени Бойориг» убил его. Римская армия спустя несколько дней была уничтожена в битве при Араузионе.
Советская исследовательница Мария Сергеенко пишет, что именно Марку Аврелию Скавру принадлежала гладиаторская школа в Капуе, в которой консул Публий Рутилий Руф в 105 году до н. э. нанял инструкторов по фехтованию для своей армии. Однако, по данным Валерия Максима, владельца школы звали Гай Аврелий Скавр; Эльмар Клебс считает, что Марк Аврелий не имел к этой школе никакого отношения.

## Интеллектуальные занятия
Марк Туллий Цицерон называет Марка Аврелия в своём перечне ораторов в трактате «Брут». По его словам, Скавр «выступал не часто, но говорил красиво: он был среди первых по изяществу и чистоте языка».

## Потомки
Существует гипотеза, что квестор Марк Эмилий Скавр — это не консул 108 года до н. э., а его сын, занимавший должность в 104 или 103 году до н. э. В этом случае Луций Валерий Флакк, которого Скавр хотел привлечь к суду, — это будущий консул 100 года до н. э.

## В культуре
Битва при Араузионе и гибель Марка Аврелия Скавра изображены в историческом романе Колин Маккалоу «Первый человек в Риме». В этой книге германцы сжигают легата заживо.